# Resolució 839 del Consell de Seguretat de les Nacions Unides
La Resolució 839 del Consell de Seguretat de les Nacions Unides, adoptada per unanimitat l'11 de juny de 1993, va prendre nota de l'informe del Secretari General que, a causa de les circumstàncies existents, la presència de la Força de les Nacions Unides pel Manteniment de la Pau a Xipre (UNFICYP) seguiria sent essencial per a una acord pacífic. El Consell va demanar al secretari general que informés de nou abans del 15 de novembre de 1993, per seguir l'aplicació de la resolució.
El Consell va reafirmar les seves resolucions anteriors, inclosa Resolució 365 (1974), va expressar la seva preocupació per la situació, va instar les parts involucrades a treballar junts cap a la pau i una vegada més va estendre l'estacionament de la Força a Xipre, establerta a la resolució 186 (1964) fins al 15 de desembre de 1993.
Es van recordar les disposicions de la  Resolució 831 (1993) relatives a la reestructuració de la Força i es va instar a ambdues parts a adoptar mesures recíproques per reduir la tensió i dur a terme converses intercomunals entre la República de Xipre i Xipre del Nord.